# Sayyida Zeinab
Sayyida Zeinab (arabe : السيدة زينب; ce qui signifie « Dame Zeinab ») est une ville de Syrie de la grande banlieue sud de Damas dépendant administrativement du gouvernorat de Rif Dimashq. Elle se trouve à 10 kilomètres au sud de Damas et comptait en 2004 un total de 136 427 habitants: c'est donc la ville de grande banlieue la plus importante de la capitale. Elle appartient au canton (nahié) de Bab Bila.
La ville est connue pour sa mosquée abritant le tombeau de Zeinab, petite-fille du prophète Mahomet, fille d'Ali et de Fatima. Cette mosquée chiite est un lieu de pèlerinage révéré par les fidèles chiites, non seulement syriens, mais aussi d'autres pays du Moyen Orient. Avant la guerre civile syrienne, leur nombre était évalué à un million par an.
La ville a fait souvent l'objet d'exactions et d'attentats pendant la guerre civile syrienne, mais pas seulement. Déjà le 27 septembre 2008, un attentat à la voiture piégée a lieu de la part d'islamistes visant les fidèles chiites près de la mosquée. Il fait 17 morts.
Pendant la guerre civile syrienne, le premier a lieu le 14 juin 2012, avec un attentat-suicide à bord d'une voiture et fait 14 blessés graves.
Les plus meurtriers furent ceux du 31 janvier 2016 et du 21 février 2016. Le premier fit 71 morts (dont 42 soldats de l'armée syrienne et combattants chiites et 29 civils), tués par deux attentats-suicides de terroristes rebelles islamistes et une voiture piégée. Le second, qui a lieu le 21 février 2016 en pleine journée, est dû à trois attentats-suicides et voitures piégées. Les explosions ont lieu dans un quartier à 400 mètres de la mosquée, quartier où se trouvent plusieurs écoles. Les trois explosions font au moins 120 morts dont des enfants sortant des écoles. Il est revendiqué par l'État islamique, ainsi que les deux attentats-suicides à la voiture piégée qui ont lieu le même jour à Homs et qui font près de 60 morts.